# Кампус-ді-Лажис (мікрорегіон)

Кампус-ді-Лажис на карті штату Санта-Катаріна.

Кампус-ді-Лажис (порт. Microrregião de Campos de Lages) — мікрорегіон в Бразилії, штат Санта-Катарина. Складова частина мезорегіону Серрана. Площа — 15 725,750 км². густота населення — 18,07 ос./км².

## Демографія
Згідно даних, зібраних в результаті перепису 2010 року Бразильським інститутом географії і статистики (IBGE), населення мікрорегіону складає: 
| Все населення                                 | Все населення                                 | Все населення                                 | 284 115 |
| --------------------------------------------- | --------------------------------------------- | --------------------------------------------- | ------- |
| Міське населення                              | 233 107                                       | Відсоток міського населення, %                | 82,05   |
| Сільське населення                            | 51 008                                        | Відсоток сільського населення, %              | 17,95   |
| Чоловіче населення                            | 140 548                                       | Відсоток чоловічого населення, %              | 49,47   |
| Жіноче населення                              | 143 567                                       | Відсоток жіночого населення, %                | 50,53   |
| Населення мікрорегіону в % до населення штату | Населення мікрорегіону в % до населення штату | Населення мікрорегіону в % до населення штату | 4,55    |

## Статистика
- Валовий внутрішній продукт на 2003 складає 2 558 686 034,00 реалів (дані: IBGE).
- Валовий внутрішній продукт на душу населення на 2003 складає 8799,33 реалів (дані: IBGE).
- Індекс людського розвитку на 2000 складає 0,789 (дані: Програма розвитку ООН).

## Склад мікрорегіону
В мікрорегіон входять наступні муніципалітети:
1. Аніта-Гарібалді
2. Бокайна-ду-Сул
3. Бон-Жардін-да-Серра
4. Бон-Ретиру
5. Кампу-Белу-ду-Сул
6. Капан-Алту
7. Селсу-Рамус
8. Серру-Негру
9. Коррея-Пінту
10. Лажис
11. Отасіліу-Коста
12. Пайнел
13. Палмейра
14. Ріу-Руфіну
15. Сан-Жоакін
16. Сан-Жозе-ду-Серріту
17. Урубісі
18. Урупема

| Бразилія | Це незавершена стаття з географії Бразилії. Ви можете допомогти проєкту, виправивши або дописавши її. |